# Армия «Прусы»

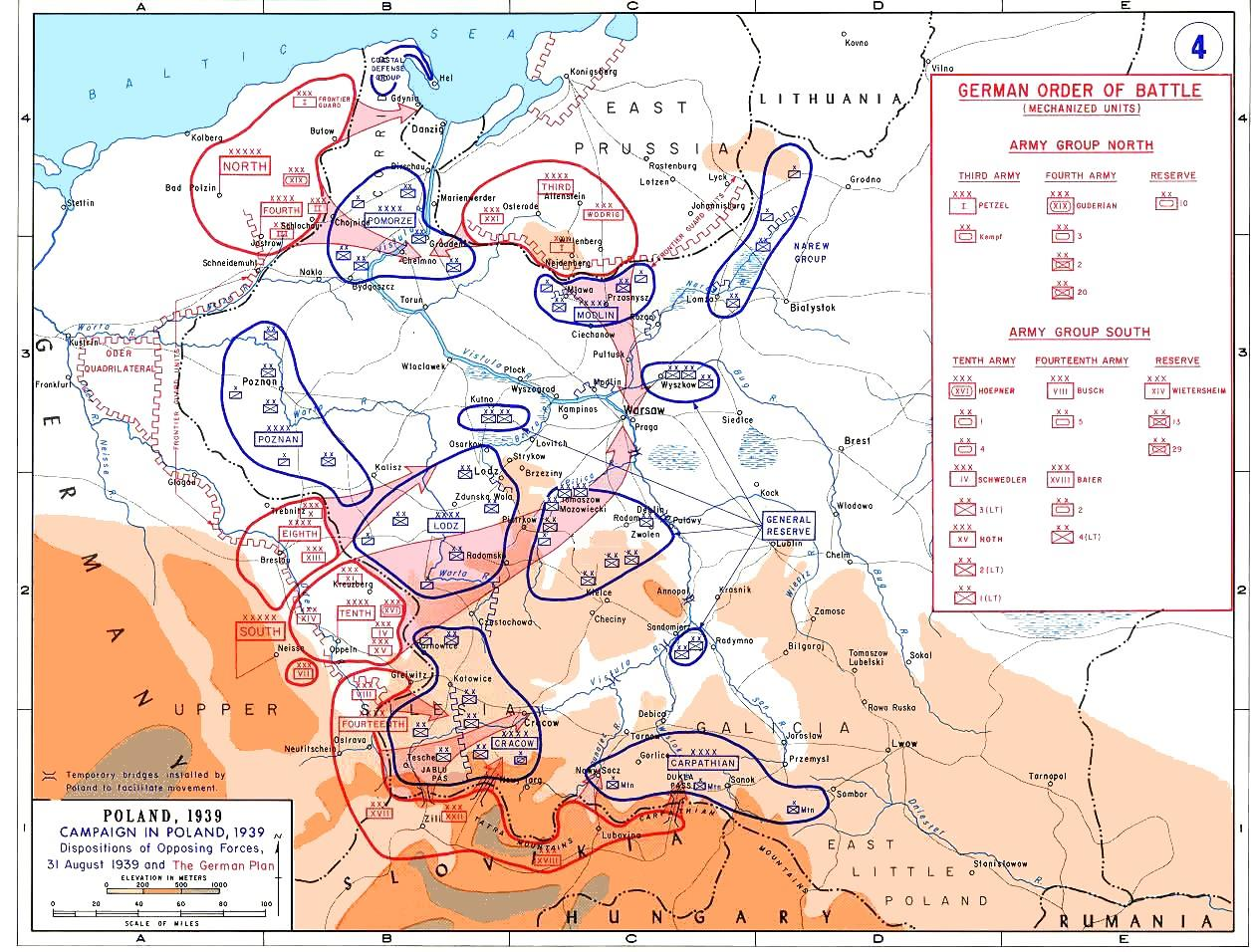
Расстановка польских и германских сил на момент начала Второй мировой войны

Армия «Прусы» (пол. Armia «Prusy», что буквально означает Армия «Пруссия») — армия Войска Польского, сформированная летом 1939 года и участвовавшая в обороне Польши в начале Второй мировой войны.

## История создания
Армия «Прусы» была создана в июне 1939 года в соответствии с планом «Запад» (план войны с Германией) в качестве резерва Главного командования, её командиром был назначен дивизионный генерал Стефан Домб-Бернацкий. В случае войны она должна была формироваться из частей, мобилизованных во вторую и третью очередь, пока армии прикрытия ведут сдерживающие бои на границе. После формирования она должна была взаимодействовать с армиями «Лодзь» и «Краков», соответственно и формировалась армия двумя группами: северная — в тылу армии «Лодзь», южная — в тылу армии «Краков».

## Боевой состав
В состав армии «Прусы» вошли следующие части и соединения:
- 39-я пехотная дивизия
- 44-я пехотная дивизия
- Северная группа (командир — дивизионный генерал Стефан Домб-Бернацкий)
  - 13-я пехотная дивизия
  - 19-я пехотная дивизия
  - 29-я пехотная дивизия
  - Виленская кавалерийская бригада
  - 1-й танковый батальон
- Южная группа (командир — Станислав Скварчиньский)
  - 3-я пехотная дивизия легионеров
  - 12-я пехотная дивизия
  - 36-я пехотная дивизия

## Боевой путь
К началу войны из девяти соединений армии «Прусы» прибыли по железной дороге и выгрузились в районе сосредоточения (треугольник Томашув-Мазовецкий — Кельце — Радом) только три. Остальные войска главного резерва 1 сентября ещё отмобилизовывались, частично двигались в эшелонах или находились на погрузке. Действия немецкой авиации серьёзно затруднили сосредоточение польских сил после начала войны, а неожиданно быстрое продвижение немецких сухопутных войск вынудило бросать войска в бой недоукомплектованными. Однако появление между флангами армий «Лодзь» и «Краков» «ченстоховской бреши», в которую шли немецкие танки, не оставило польскому командованию иного выбора.
4 сентября в район Пётркува прибыли только 19-я и 29-я пехотные дивизии и Виленская кавалерийская бригада. Эти соединения заняли оборону на широком фронте в значительном отрыве друг от друга, связь со штабом армии «Лодзь» отсутствовала. Днём 5 сентября немецкая 1-я танковая дивизия вышла на подступы к Пётркуву и атаковала польскую 19-ю пехотную дивизию. Польский командир с началом боя оставил свой командный пункт и уехал в штаб армии «договариваться о наступлении», ночью он наткнулся на немецкую танковую колонную и был взят в плен. Оттеснив 19-ю пехотную дивизию на север, немецкая 1-я танковая дивизия вышла в тыл армии «Прусы». Это вызвало панику в войсках, вскоре распространившуюся на весь участок фронта вплоть до Варшавы. Продолжая двигаться на северо-восток, немцы разгромили в районе Томашува-Мазовецкого только что прибывшие подразделения 13-й пехотной дивизии.
Днём 5 сентября генерал Домб-Бернацкий прибыл в штаб 29-й пехотной дивизии и немедленно отдал приказ о наступлении на запад. Прибыв затем в Сулеюв, где формировалась главная атакующая колонна, и увидев своими глазами царившие там панику и хаос, он изменил свой приказ. Теперь предполагалось отвести Виленскую кавалерийскую бригаду за Пилицу и оборонять её переправы, а наступать пехотными дивизиями. Уехав ночью из Сулеюва в Пётркув, генерал был обстрелян на окраине немцами, и лишь случайно не попал в плен. Немедленно вернувшись в Сулеюв, он получил радиограмму из Главного штаба, информирующую об отходе армии «Лодзь» и приказывающую армии «Прусы» отступить севернее Пётркува.
Домб-Бернацкий отдал приказ 29-й пехотной дивизии повернуть на север, а Виленскую бригаду решил отвести за Пилицу к юго-востоку. Однако 29-я пехотная дивизия уже двигалась по нескольким дорогам на запад, выполняя предыдущий приказ, и связи с ней не было. Вскоре дивизия была разбита по частям. На этом резервная армия «Прусы» закончила своё существование как организованная военная сила.